# Ikarisches Meer
Ikarisches Meer (griechisch Ικάριο πέλαγος Ikario pelagos) ist eine Bezeichnung für ein Meeresgebiet in der östlichen Ägäis. Geographisch ist es nicht genau definiert, umfasst aber in etwa die Gewässer südlich von Chios bis nördlich von Kos mit den Inseln Ikaria, Samos und Patmos. Das Meer wurde nach Ikarus benannt, der der Legende nach dort ins Meer gefallen sein soll.